# Попелюх Михайло Карпович
Михайло Карпович Попелюх (8 листопада 1906, село Сокільча, тепер Житомирського району Житомирської області — 1992) — радянський партійний і державний діяч, секретар Житомирського обласного комітету КП(б)У, 1-й секретар Ізмаїльського міського комітету КПУ Одеської області.

## Життєпис
Член ВКП(б) з 1927 року.
З 1928 року служив у Червоній армії.
Потім перебував на відповідальній партійній роботі.
До січня 1939 року — інструктор культосвітнього відділу ЦК КП(б)У.
У травні 1939 — серпні 1941 року — секретар Житомирського обласного комітету КП(б)У із кадрів.
У 1941 році був евакуйований до міста Бірська Башкирської АРСР та мобілізований до Червоної армії. Учасник німецько-радянської війни з вересня 1942 року. Служив начальником політичного відділу 132-ї стрілецької дивізії Брянського фронту, з червня 1943 по 1945 рік — начальником політичного відділу 280-ї стрілецької дивізії 60-ї армії Центрального і 1-го Українського фронтів.
У липні — грудні 1950 року — інспектор ЦК КП(б)У.
З 30 грудня 1950 по 1959 рік — 1-й секретар Ізмаїльського міського комітету КПУ Одеської області.
Потім — персональний пенсіонер.

## Звання
- батальйонний комісар
- підполковник
- полковник

## Нагороди
- орден Леніна (10.01.1944)
- орден Трудового Червоного Прапора (26.02.1958)
- два ордени Червоного Прапора (27.02.1943, 11.04.1945)
- два ордени Вітчизняної війни І ст. (31.07.1943, 3.01.1944)
- орден Вітчизняної війни ІІ ст. (6.04.1985)
- ордени
- медаль «За взяття Берліна» (1945)
- медаль «За перемогу над Німеччиною у Великій Вітчизняній війні 1941—1945 рр.» (1945)
- медалі